# Arden Heights (New York City)

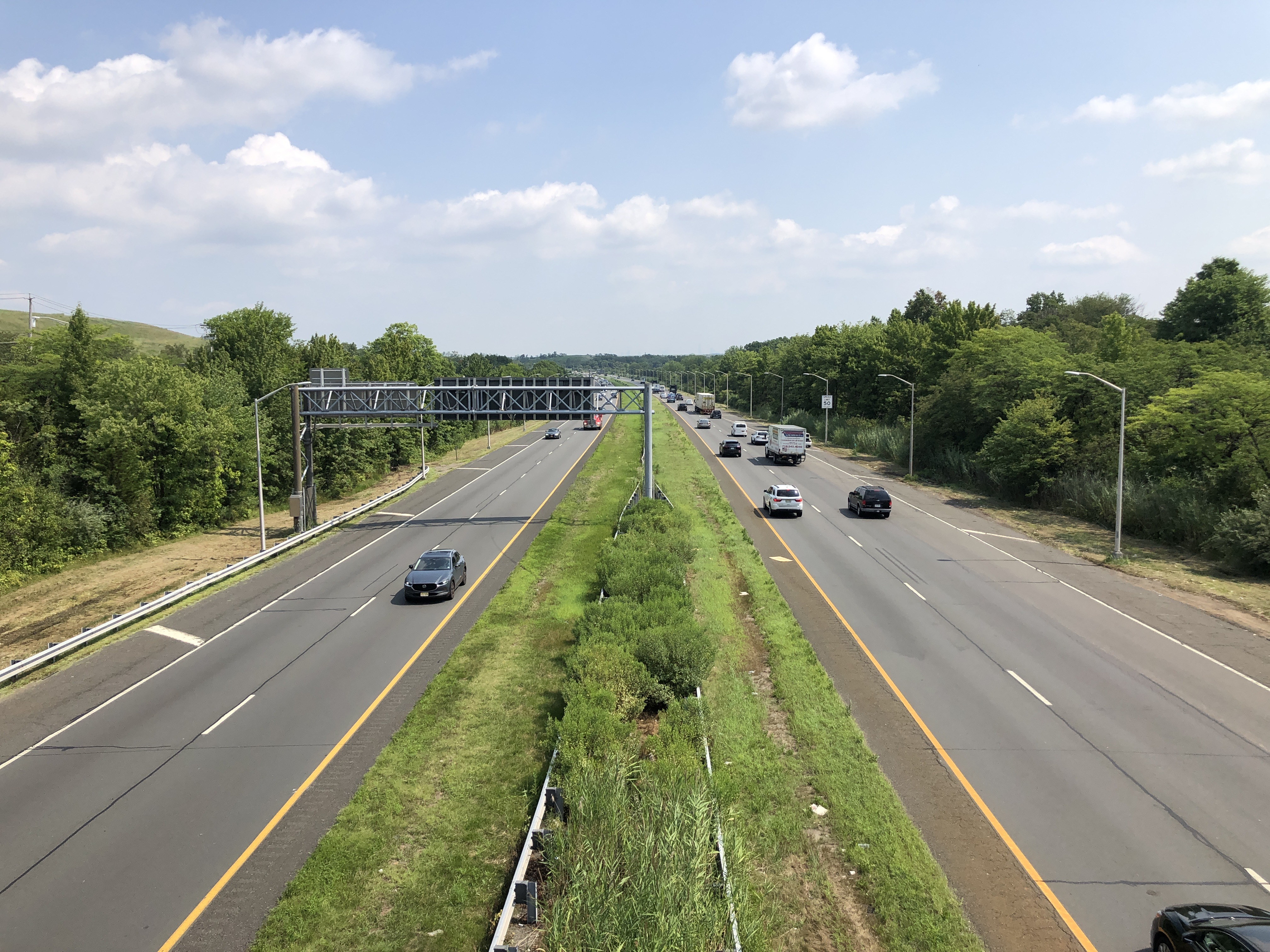
Blick nach Norden entlang der New York State Route 440 (West Shore Expressway) von der Überführung der Arden Avenue in Staten Island, New York City, New York

Arden Heights ist ein Stadtviertel an der Südküste des Stadtbezirks (Borough) Staten Island, New York City.

## Lage
Der Stadtteil grenzt im Osten an Annadale, im Süden an Huguenot, im Westen an den Arthur Kill und im Norden an die Fresh Kills. Das Viertel ist bekannt für seine Parks wie die Arden Heights Woods und seine Nähe zu wichtigen Verkehrsachsen wie der Arden Avenue und Arthur Kill Road.

## Demografie
Arden Heights hatte  2020 20.818 Einwohner. Die Bevölkerung war zu 72 % weiß, 16 % hispanisch und 10 % asiatisch. Der Anteil der männlichen und weiblichen Bewohner war fast ausgeglichen (51 % männlich, 49 % weiblich). Das mittlere Alter lag bei 40 Jahren, und der Stadtteil wies mit einem mittleren Haushaltseinkommen von etwa 113.889 US-Dollar eine wohlhabende Struktur auf.

## Geschichte
Der Name Arden Heights wurde 1886 von dem Immobilienentwickler Erastus Wiman geprägt und bezieht sich vermutlich auf die Anhöhe, die heute das Village Greens Shopping Center überragt. Ursprünglich war das Gebiet Teil von Annadale und bestand aus Marschland, das im 18. Jahrhundert von Familien wie den Bedells besiedelt wurde. Im 20. Jahrhundert war Arden Heights vor allem für das St. Michael’s Home for Children bekannt, ein katholisches Waisenhaus. Einen bedeutenden Wandel erlebte das Viertel 1971 mit der Eröffnung der Village Greens, der ersten geplanten Siedlung New Yorks. Mit dem Bau der Verrazzano-Narrows Bridge 1964 und der Schließung des Waisenhauses 1982 begann eine Phase intensiver Bautätigkeit und Bevölkerungszuwachs.

## Natur und Stadtbild
Ein großer Teil von Arden Heights ist von den Arden Heights Woods geprägt, dem größten Feuchtgebiet, das vom New York City Department of Parks and Recreation betreut wird. Das Gebiet ist ein wichtiger Naturraum und bleibt weitgehend unbebaut, um Flora und Fauna zu schützen. Historisch bedeutsam ist auch der kleine Journeay-Friedhof, dessen Grabsteine 1988 von einer lokalen Initiative gesichert wurden.